# Hitler Superstar
Hitler Superstar er en dansk musical fra 1974 instrueret af Ernst Bruun Olsen, og med Buster Larsen i rollen som Adolf Hitler. Musikken er arrangeret og dirigeret af Ib Glindemann.

## Medvirkende
- Poul Glargaard – Betjent
- Jørgen Kiil – Betjent
- Buster Larsen – Adolf Hitler
- Henning Moritzen – Preben Guldløwe
- Allan Mortensen – Ung mand
- Elisabeth Nørager – Ung pige
- Lise Ringheim – Eva Braun
- Birte Tove – Poula Nielsen